# Wilhelm von Waldthausen
Gottfried Wilhelm von Waldthausen (* 3. Januar 1873 in Essen; † 22. Februar 1946 in Essen-Bredeney) war ein deutscher Bankenjurist und Politiker (DNVP).

## Leben

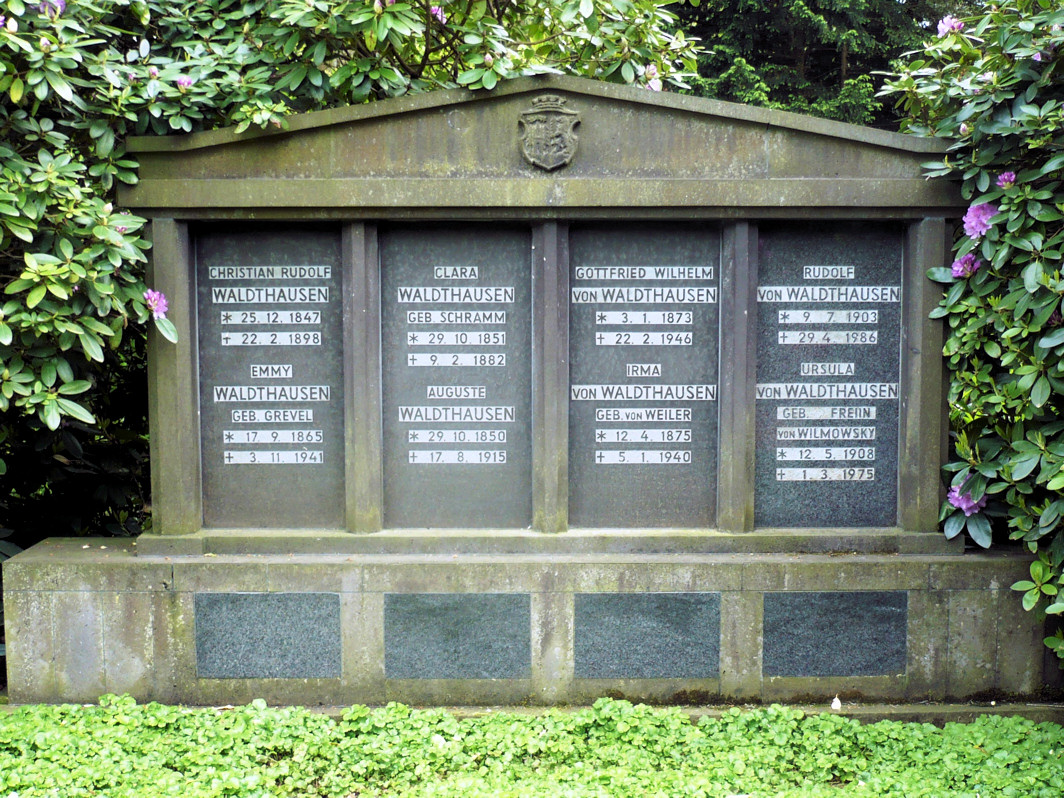
Grabmal auf dem Friedhof Bredeney

Nach dem Abitur am Gymnasium in Essen studierte Wilhelm von Waldthausen an der Universität Genf, der Ruprecht-Karls-Universität Heidelberg und der Friedrich-Wilhelms-Universität zu Berlin Rechtswissenschaft und Nationalökonomie. 1893 wurde er im Corps Guestphalia Heidelberg recipiert. Er war zunächst als Gerichtsreferendar am Amtsgericht Steele sowie am Landgericht Essen tätig und wirkte dann als Regierungsreferendar bei der Regierung in Wiesbaden. 1896 promovierte er zum Doktor der Rechte und 1902 bestand er die Große Staatsprüfung für Höhere Verwaltungsbeamte. Im Anschluss arbeitete er als Regierungsreferendar bei der Veranlagungskommission der Stettiner Regierung.
Waldthausen ließ sich im Oktober 1904 vom Dienst freistellen, nahm eine Beschäftigung im Bankwesen auf und wurde im Oktober 1905 endgültig aus dem Staatsdienst verabschiedet.
Er war Gesellschafter der am 8. Januar 1910 gegründeten Essener Hotelgesellschaft m.b.H. Kaiserhof zum Zweck der Ausrüstung, der Einrichtung und des Betriebs eines modernen, großen Hotels, dem 1912 eröffneten Hotel Kaiserhof.
Später war er Vorstandsmitglied der Essener Credit-Anstalt und fungierte von 1922 bis zur Fusion dieser Bank mit der Deutschen Bank 1925 als deren Aufsichtsratsvorsitzender. Danach wurde er in den Aufsichtsrat der Deutschen Bank übernommen. Außerdem war er seit 1921 Vorstandsvorsitzender der Essener Börse. Von 1914 bis 1918 hatte Waldthausen als Rittmeister der Landwehr-Kavallerie am Ersten Weltkrieg teilgenommen. Er wurde bis Mai 1916 als Schwadronschef eingesetzt und diente dann bei Verwaltungsstellen in Frankreich, Bukarest und Riga. Er war von 1913 bis 1919 Stadtverordneter in Essen. Darüber hinaus zählte Waldthausen im Jahre 1919 mit dem Essener Oberbürgermeister Hans Luther, dem Bauingenieur und technischen Redakteur Heinrich Reisner und dem Chemiker Franz Fischer als Mitbegründer der noch heute bestehenden Gesellschaft für Wissenschaft und Leben im rheinisch-westfälischen Industriegebiet als neue Dachgesellschaft für die wissenschaftlichen, kulturellen und wirtschaftlichen Bestrebungen. Sie initiierte 1927 die Gründung vom Haus der Technik in Essen. Zur Zeit der Weimarer Republik trat Waldthausen in die Deutschnationale Volkspartei ein. Von 1921 bis 1933 saß er im Preußischen Landtag.